# Brenner Marlos Varanda de Oliveira
Brenner Marlos Varanda de Oliveira (Várzea Grande, 1º marzo 1994) è un calciatore brasiliano, attaccante del Nam Định.

## Palmarès

### Club

#### Competizioni statali
- Campionato Carioca: 1

Botafogo: 2018

#### Competizioni nazionali
- Campionato vietnamita: 1

Nam Định: 2024-2025